# Лубенщина (село)
Лубенщина (укр. Лубенщина) — село,
Фёдоровский сельский совет,
Глобинский район,
Полтавская область,
Украина.
Код КОАТУУ — 5320688902. Население по переписи 2001 года составляло 20 человек.

## Географическое положение
Село Лубенщина находится на левом берегу реки Хорол, которая через 6 км впадает в реку Псёл; выше по течению на расстоянии в 1 км и на противоположном берегу — село Фёдоровка.